# Liste des cardinaux créés par Célestin II
Le pape Célestin II (1143-1144) a créé 14 cardinaux dans 3 consistoires.

## 17 décembre1143
- Raniero
- Ariberto
- Manfredo
- Rodolfo
- Gregorio
- Astaldo degli Astalli
- Giovanni
- Giovanni Paparoni
- Ugo

## Mercredi des Cendres1144
- Giulio
- Ugo Misini
- Giacinto Bobone
- Gregorio

## Mars1144
- Gezo